# Święci apostołowie Piotr i Jan (malowidło z Faras)
Święci apostołowie Piotr i Jan – nubijskie malowidło ścienne datowane na okres od VIII do I połowy X wieku, wykonane temperą na tynku mułowym w technice al secco. Dzieło wykonane przez nieznanego z imienia artystę odnaleziono w katedrze w Faras na terenie dawnej Nubii w dzisiejszym Sudanie.
Malowidło zostało odkryte przez polski zespół archeologów w czasie jednej z kampanii archeologicznych prowadzonych w latach 60. XX wieku pod patronatem UNESCO (tzw. Kampanii Nubijskiej lub Akcji Nubijskiej) podczas prac prowadzonych w Faras. Od 1964 roku znajduje się w zbiorach Muzeum Narodowego w Warszawie. Jest eksponowane w Sali VI Galerii Faras im. Profesora Kazimierza Michałowskiego.

## Kontekst archeologiczny
Malowidło było pierwotnie umieszczone dwa metry nad podłogą na ścianie północnej w północnej nawie katedry, blisko ściany zachodniej oddzielającej ją od narteksu. Wysokość ukazanych postaci apostołów wynosi dwa metry, a długość ich twarzy 33 centymetry. Na ścianach naw katedry w Faras zachowały się fragmenty przedstawień innych dużych, stojących frontalnie postaci. Być może ukazywały one pozostałych apostołów. Ich portrety, sąsiadujące z wizerunkami świętych biskupów Faras, miały świadczyć o ciągłości sukcesji apostolskiej. Apostołowie Piotr i Jan razem odbywali podróże misyjne, a teksty apokryficzne wspominają, jakoby wspólnie uczestniczyli w wielu wydarzeniach związanych z osobą Matki Boskiej (m.in. w jej zaśnięciu oraz odnalezieniu na kolumnie w Lyddzie jej cudownego wizerunku nieuczynionego ręką ludzką). Możliwe, że z tego względu ukazano ich w katedrze pod wezwaniem Matki Boskiej razem, stojących obok siebie.

## Ikonografia przedstawienia
Obaj święci ukazani są frontalnie w pozycji stojącej. Święty Piotr przedstawiony jest na prawej części malowidła, natomiast święty Jan Ewangelista – po lewej. Święci ukazani są w długich chitonach koloru białego z umieszczonymi pośrodku dwoma pionowymi paskami, zwanymi z grecka Potamoi (Ποταμοί), w kolorze fioletowym. Na tunikę zarzucony jest płaszcz grecki (Himation), szczelnie okrywający ramiona i opadający do kolan. Kontury szat zaznaczone są czarną farbą, natomiast fałdy zaznaczono żółtymi i fioletowymi liniami. Obaj święci noszą charakterystyczne purpurowe pantofle.

### Święty Piotr
Święty Piotr ukazany jest frontalnie w pozycji stojącej. Ramiona są zgięte w łokciu, a wystające spod fałd himationu dłonie uniesione są do linii brzucha. Widoczna lewa dłoń zaciska się na kluczu zaznaczonym ciemnofioletową farbą. Twarz świętego ukazana jest w konwencji charakterystycznej dla sztuki wschodniej – podłużna, z wyraźnie zaznaczonymi fioletową farbą dużymi, okrągłymi oczami, o widocznych źrenicach, białkach oraz górnych i dolnych powiekach. Między oczyma prosty, długi nos zaznaczony fioletowymi i żółtymi liniami. Twarz otacza długa broda zlewająca się z zakrywającymi usta wąsami oraz krótkie włosy z zakolami, wyraźnie zaznaczone nad czołem jasnofioletową linią. Po obu stronach twarzy ukazane duże, odstające uszy, zaznaczone ciemnofioletowymi liniami. Głowę świętego otacza żółto-fioletowy nimb, o konturze zaznaczonym czarną krawędzią.

### Święty Jan Ewangelista
Stojący frontem do widza święty Jan Ewangelista jest w niewielkim stopniu zasłonięty prawym ramieniem św. Piotra, co sprawia wrażenie, jakby pozostawał nieco z tyłu. Pomimo to widoczne jest jego lewe ramię, zgięte w łokciu, z dłonią umieszczoną na brzuchu. W dłoni św. Jan trzyma dużą księgę, której kontury zaznaczone są czarnymi liniami. Jej okładka pomalowana jest na czerwono, natomiast prawa strona boczna na biało. Na okładce zaznaczone są czarną linią białe, prostokątne ozdoby, zapewne drogocenne kamienie dekorujące okładkę. Twarz św. Jana jest jeszcze bardziej wąska i podłużna niż twarz św. Piotra, broda i odstające uszy kontrastują z nią więc w mniejszym stopniu, choć rysy są wyraźnie ostrzejsze. Nos, prosty i długi jak u św. Piotra, zaznaczony jest fioletowymi i żółtymi liniami. Oczy mają kształt inny niż w przypadku św. Piotra – przypominają migdał ze źrenicą zaznaczoną podobnie jak w poprzednim wypadku dużą, czarną kropką. Również kontur twarzy, brwi, usta, broda i wąsy zaznaczone są czarnymi liniami. Natomiast sam kontur oka został zaznaczony linią fioletową.

## Styl malowidła
Styl malowidła jest realizacją kanonu typowego dla malarstwa kręgu wschodniego: przedstawienia mają charakter zdecydowanie wyidealizowany, a sportretowani święci pozbawieni są jakichkolwiek cech indywidualnych, charakterystycznych dla realizmu portretowego. Zgodnie z tradycją sztuki bizantyjskiej pominięto również różnicę wieku między starszym Piotrem a młodszym Janem. Święty Jan Ewangelista, podobnie jak św. Piotr, ukazany jest jako czcigodny mąż z dostojną szarą brodą. Tożsamość apostołów podkreślają atrybuty wypracowane przez artystów bizantyjskich – klucz w przypadku św. Piotra oraz księga, atrybut ewangelistów, w przypadku św. Jana.
Na malowidle wyróżnione są dwie powierzchnie, które można nazwać liniowymi – są one szczególnie widoczne w geometrycznym sposobie ukazania zarostu na policzkach. Ten sposób prezentacji – podobnie jak ukazanie podłużnej twarzy oraz zastosowanie fioletowych linii – jest charakterystyczny także dla innych malowideł z Faras, przede wszystkim dla wizerunku świętego Ignacego Antiocheńskiego, znajdującego się obecnie w Muzeum Narodowym Sudanu w Chartumie, oraz dla malowidła niezidentyfikowanego arcybiskupa, które znajduje się w Muzeum Narodowym w Warszawie. Wszystkie trzy malowidła są zapewne dziełem tego samego warsztatu, dekorującego ściany katedry w Faras w VIII wieku. Z uwagi na podobieństwa stylistyczne oraz zastosowanie fioletowego barwnika, technika i kompozycja tych malowideł jest określana jako „styl fioletowy”.

## Inskrypcje na malowidle
Wizerunkom towarzyszą wykaligrafowane ciemną farbą greckie inskrypcje.

### Inskrypcja przy malowidle św. Jana Ewangelisty (po lewej stronie)
Inskrypcja ma wymiary: 55 × 54 cm, a napisana jest  w dwóch liniach: pionowej oraz poziomej. Linia pozioma rozpoczyna się znakiem krzyża:
+ [Ὁ ἃγ]ιος Ἰωάνν[ης] ἀπ[όστ]ολος εὐαγγελιστής
κ(αὶ) θεολόγος
+ Święty Jan, apostoł i ewangelista teolog.

### Inskrypcja przy malowidle świętego Piotra (po prawej stronie)
Inskrypcja ma wymiary: 60 × 44 cm. Przypuszczalnie miała być napisana w dwóch liniach, lewej pionowej i górnej poziomej, stykających się nad głową św. Piotra w punkcie zaznaczonym znakiem krzyża. W związku z tym, że kaligrafującemu inskrypcję artyście najprawdopodobniej nie starczyło miejsca na cały napis, dokończył on inskrypcję schodząc w dół drugą pionową linią z prawej strony. Linię poziomą skończył na słowie ἀπόστολος, które zresztą zawiera poprawkę – litera τ umieszczona jest nad literami σο:
+ Ὁ ἃγιος Πέτρος κορυφαί[u]ς τῶν
ἀποστ[τ]ό[λω]ν κ(αὶ) κλιδoūχ(oς) [τ]ῆς
βασ(ιλείας) τ(ῶν) oὐ(ρα)νῶν
+ Święty Piotr, Książę Apostołów i opiekun klucza do Królestwa Niebieskiego.